# Doris Gordon
Doris Clifton Gordon MB, ChB, MBE (* 10. Juli 1890 in Melbourne, Australien; † 9. Juli 1956 in Stratford, Taranaki, Neuseeland) war eine neuseeländische Ärztin, Universitätsdozentin und Reformerin im Bereich der Gesundheit für Frauen und der Geburtshilfe.

## Frühes Leben
Doris Clifton Jolly wurde am 10. Juli 1890 als Tochter der Eheleute Lucy Clifton Crouch und dem Pastor Alfred Jolly in Melbourne geboren. 1894 wanderte die Familie nach Neuseeland aus und siedelte zunächst in Wellington. 1905 zog die Familie dann nach Tapanui, westlich von Dunedin, wo ihr Vater die Leitung der örtliche Filiale der National Bank of New Zealand übernahm. Über Doris Kindheit und frühe Schulbildung ist nichts bekannt, wohl aber, dass sie sich weigerte die High School zu besuchen. Stattdessen übernahm sie zunächst die Funktion einer bezahlten Haushälterin der Familie. Im Alter von 17 Jahren entschied sie als medizinische Missionarin unter den Purdah-bound Women of India zu arbeiten. Mit Unterstützung ihrer Eltern füllte sie die Lücken ihrer Bildung und konnte nach 15 Monaten ihren Abschluss an der Tapanui District High School schaffen, der es ihr erlaubte ein Universitätsstudium zu beginnen.

## Studium der Medizin
1911 begann Doris ihr Studium der Medizin an der University of Otago Medical School und fühlte sich zu Beginn als die am schlechtesten vorbereitete Studentin, was ihren Bildungsstand anging. Doch mit Ehrgeiz bewältigte sie das Studium und schnitt im Jahr 1915 bei den medizinischen und chirurgischen Prüfungen als Beste ab. 1916 konnte sie dann ihr Studium mit einem Bachelor of Medicine und einem Bachelor of Surgery abschließen.

## Arbeit als Ärztin und Dozentin
1916 arbeitete sie direkt anschließen im Dunedin Hospital als Chirurgin und heiratete ein Jahr später in Palmerston North ihren Kollegen aus der Studienzeit, William Patteson Pollock Gordon. Zurück in Dunedin übernahm sie eine Stelle als Vollzeit-Hochschuldozentin und erwarb 1917 noch zusätzlich ein Diplom im Bereich Public Health (öffentliche Gesundheit).
Aufgrund eines Verdachts auf Tuberkulose, an sie sie erkrankt sein konnte, musste sie zunächst für eine Weile in ihrem Beruf pausieren, doch 1918 konnte sie ihre Arbeit als Ärztin wieder aufnehmen, wechselte zur Nordinsel des Landes und arbeite als Vertretungsärztin in verschiedenen Arztpraxen. In Stratford fand sie dann eine Praxis, in der sie Partner werden konnte. Als ihr Mann im Jahr 1919 aus dem Krieg von Europa zurückkehrte, erwarben sie die Praxis, eröffneten damit zusammen eine Gemeinschaftspraxis für Allgemeinmedizin und erwarben ein kleines angeschlossenes Privatkrankenhaus.

## Engagement für die Geburtshilfe
Doris widmete sich in der Zeit auch der Geburtshilfe und suchte nach einer anwendbaren Methode zur Schmerzlinderung bei der Geburt. Sie leistete in Neuseeland Pionierarbeit bei der Anwendung des sogenannten „Dämmerschlafs“ über die Medikamente Scopolamin und Morphin bei Geburten. Sie setzte diese und andere Formen der Anästhesie sowie medizinische Eingriffe wie den Kaiserschnitt bereitwillig ein.
Als 1922 das Gesundheitsministerium des Landes über die Kampagne für eine sichere Mutterschaft unter anderem dafür sorgen wollte, dass sich die Qualifikation von Hebammen und Entbindungspflegern verbessert und Privatkliniken und Ärzte strenger überwacht werden sollten, sprach sich Doris vehement gegen eine staatliche Kontrolle der Medizin aus. 1927 zeichnete Doris für die Gründung der New Zealand Obstetrical Society verantwortlich, die das Image der Geburtshelfer verbessern sollte. Doris wurde ehrenamtliche Sekretärin der Organisation und sorgte mit dafür, das Geld für die Einrichtung eines Lehrstuhls für Geburtshilfe an der Otago Medical School zusammenkommen konnte. 1931 starte sie eine ähnliche Sammelaktion für das neue 1938 eröffnete Queen Mary Maternity Hospital in Dunedin. Damit wurde eine kostenlose Entbindung in den Krankenhaus für alle Frauen möglich, ebenso wie ein 14-tägigen Aufenthalt im Krankenhaus nach der Entbindung.
1939 reiste Doris in das Vereinigte Königreich, um sich mit den angesehenen Gynäkologen des Landes, Sir William Fletcher Shaw und John Stallworthy, über eine Postgraduiertenschule für Geburtshilfe und Gynäkologie in Neuseeland auszutauschen. 1946 übernahm sie dann für zwei Jahre die Position der Direktorin für die Maternal and Child Welfare (Fürsorge für Mütter und Kinder) im Department of Health und versuchte dort auf ihr in Großbritannien gestecktes Ziel hinzuarbeiten. In Folge ihrer Arbeit wurde 1947 eine Postgraduiertenschule für Geburtshilfe und Gynäkologie am Auckland University College eingerichtet, gefolgt von der Eröffnung des National Women's Hospital im Jahr 1964.
Doris Clifton Gordon verstarb am 9. Juli 1956 im Krankenhaus von Marire, in Stratford.

## Ehrungen
- 1925 – Fellow des Royal College of Surgeons of Edinburgh (FRCSE)[2], als erste Frau in Australasien
- 1935 – Member of the Order of the British Empire (MBE)
- 1936 – Member of British College of Obstetricians and Gynaecologists
- 1954 – Honorary Fellow of British College of Obstetricians and Gynaecologists, diese Ehre hatten zu jener Zeit nur 20 Personen in der Welt bekommen und sie war die einzige Frau außerhalb des Königshauses und die einige Frau auf der südlichen Hemisphäre.[1]

## Werke
- 1937 – Francis Bennett, Doris Gordon: Gentlemen of the Jury. Thomas Avery & Sons, New Plymouth 1937 (englisch).
- 1955 – Doris Gordon: Backblocks Baby-Doctor. Faber & Faber, London 1955 (englisch).
- 1957 – Doris Gordon: Doctor Down Under. Faber Whitcombe & Tombs, London 1957 (englisch, wurde nach ihrem Tod veröffentlicht).